# بازرگانی

بازرگانی (به انگلیسی: Commerce) به فعالیت‌هایی مانند خرید، فروش و مبادلات کالا و خدمات میان اشخاص، سازمان‌ها یا کشورهای مختلف گفته می‌شود. بازرگانی به معنای فعالیت‌های خرید و فروش کالاها و خدمات و سایر امور مرتبط با آن است و شامل مبادله کالاها، خدمات و ایده‌ها می‌شود. بازرگانان و سازمان‌هایی از جمله بنگاه‌های اقتصادی بخش خصوصی یا دولتی، همگی ممکن است در این فرایند حضور داشته باشند. بازرگانی مجموعه فعالیت‌هایی مانند خرید و فروش و مبادله کالا یا خدمات از مرحله تولید (تامین مواد اولیه، زنجیره تأمین) تا تحویل محصول به دست مشتری (تبلیغات، بازاریابی، فروش، توزیع) و پس از آن (خدمات پس از فروش، پشتیبانی) و امور مالی، قانونی و مدیریتی را دربرمی‌گیرد.

## تعاریف[۳]
بازرگانی تعاریف متعددی از دیدگاه‌های گوناگون دارد:
- بازرگانی مجموعه‌ای از فعالیت‌ها، کارها، رویه‌ها و مؤسساتی است که به‌طور مستقیم یا غیرمستقیم در اعمال تجاری و توزیع و انتقال محصولات و فروش آنها دخیل هستند.
- بازرگانی براساس این واقعیت است که هر محصولی که تولید می‌شود، باید به فروش رسیده و مصرف شود. به این ترتیب، «بازرگانی» برای تسهیل خرید و فروش مؤثر و بدون وقفه کالاها و خدمات وارد عمل می‌شود.[۴]
- بازرگانی شامل تمام فرآیندهایی است که با داد و ستد محصولات و خدمات مرتبط هستند. این اصطلاح معمولاً به انجام تجارت و خرید و فروش کالاها و خدمات در مقیاس بزرگ اشاره دارد.
- بازرگانی روابط متقابل میان مردم یا کشورهای مختلف و شهروندان یا ساکنان آنها از طریق تجارت است که نه فقط شامل خرید، فروش و مبادله محصولات می‌شود، بلکه بنگاه‌ها و وسایل و لوازمی که به واسطه آنها تجارت انجام می‌پذیرد را نیز دربر می‌گیرد.[۵]
- بازرگانی مبادله کالاها (شامل مواد خام، کالاهای واسطه ای و نهایی) و خدمات بین خریداران و فروشندگان در ازای قیمت در بازارها است و شامل مبادله ارزها، کالاها و اوراق بهادار در بازارهای تخصصی مبادله می‌شود.
- بازرگانی شامل بنگاه‌ها و کسب‌وکارهایی است که فعالیت اصلی آنها فروش مجدد کالاهای خریداری شده است. بازرگانی همچنین شامل واسطه‌های تجاری، خدمات بانکی و مالی، ترابری، بسته‌بندی، انبارداری، ارتباطات، تبلیغات و بیمه می‌شود.
- بازرگانی به خرید و فروش کالاها و خدمات اشاره دارد و شامل تمام فرآیندهایی است که با مبادلات محصولات و خدمات مرتبط است. این اصطلاح معمولاً به انجام تجارت در مقیاسی بزرگ اشاره دارد.[۶]
- بازرگانی شاخه‌ای از علم اقتصاد است که بر تجارت و مبادله کالاها و خدمات در هر مرحله میان تولیدکنندگان و مصرف‌کنندگان تمرکز دارد. اقتصاددانان قرن هجدهم اقتصاد انگلستان را به سه بخش اصلی تقسیم کرده بودند: کشاورزی، تولید و بازرگانی.

در چارچوبی جامع تر، بازرگانی در برگیرنده عناصر و عوامل دیگری مانند قوانین و مقررات (شامل حقوق مالکیت و قوانین تجاری و اقتصادی)، سیاست‌ها، تعرفه‌های گمرکی و موانع تجاری، گرایش‌های مصرف‌کنندگان و مشتریان، تولیدکنندگان و استراتژی‌های تولید، زنجیره‌های تأمین و مدیریت آنها، معاملات مالی ،بازارهای مالی، پویایی بازار (شامل عرضه و تقاضا)، نوآوری تکنولوژیک، رقابت و کارآفرینی، قراردادهای تجاری، شرکت‌های چند ملیتی، کسب و کارهای کوچک و متوسط و عوامل کلان اقتصادی (مانند ثبات اقتصادی) می‌شود. بازرگانی به معنای کل نظام اقتصادی است که محیطی برای تجارت تشکیل می‌دهد. این نظام شامل سامانه‌های قانونی، اقتصادی، سیاسی، اجتماعی، فرهنگی، و فناورانه است.

## واژه‌شناسی
ریشه در بازارگانی دارد و به معنای تجارت و دادوستد است.
کَسی را که نام است و دینار نیست
به بازارگانی کَسَش یار نیست— فردوسی

## بازرگانی خرده فروشی
خرده‌فروشی نوعی تجارت است که مردم هر روز با آن روبرو هستند - از خرید مواد غذایی در یک فروشگاه تا خرید آنلاین پوشاک. خرده فروشی شامل فروش مستقیم کالا به مصرف‌کنندگان، از طریق فروشگاه‌های فیزیکی یا پلت فرم‌های آنلاین است. خرده فروشی تجارتی است که در آن کسب‌وکارها مستقیماً با مصرف‌کنندگان و خریداران تعامل دارند.
هنگامی که کسب و کارها محصولاتشان را مستقیماً به مصرف‌کنندگان می‌فروشند، این تجارت را B2C می‌نامند. نیازها و خواسته‌های شخصی مردم از طریق تجارت B2C برآورده می‌شود.

## بازرگانی عمده فروشی
در عمده فروشی، کسب‌وکارها کالاها را به صورت عمده به خرده فروشان یا سایر کسب‌وکارها می‌فروشند. می‌توان آنها را به عنوان تأمین کننده‌هایی درنظر گرفت که کالاها را در اختیار فروشگاه‌های محلی قرار می‌دهند. آنها اطمینان حاصل می‌نمایند که اقلام کافی در فروشگاه‌ها وجود دارد و مصرف‌کنندگان می‌توانند از بین آنها اقلام مورد نیازشان را خریداری کنند.
هنگامی که کسب‌وکارها با سایر کسب‌وکارها تجارت می‌کنند، این تجارت B2B نامیده می‌شود. این تجارت می‌تواند شامل هر کسب‌وکاری باشد، از شرکتی که مواد خام را برای شرکت دیگری تأمین می‌کند، یا حتی شرکت‌های نرم‌افزاری که خدمات خود را به سایر کسب‌وکارها ارائه می‌دهند.

## بازرگانی محصولات خدماتی
امروزه تجارت خدمات به میزان بسیار زیاد و فزاینده‌ای از طریق وسایل الکترونیکی صورت می‌گیرد. انقلاب فن‌آوری‌های ارتباطی باعث شده است که بسیاری از خدمات در سراسر جهان قابل تجارت شوند و اهمیت آنها در بازرگانی بین‌المللی، رشد اقتصادی و توسعه، افزایش یافته است. موافقت نامه عمومی تجارت در خدمات (GATS) اولین چارچوب حقوق بین‌الملل و تعهدات چند جانبه را ایجاد کرد که طی آن چنین تجارتی تسهیل گردید.
در سال ۲۰۲۲، آلمان بالاترین ارزش صادرات خدمات (۴۰۸ میلیارد یورو) و واردات خدمات (۴۳۸ میلیارد یورو) را در میان کشورهای عضو اتحادیه اروپا داشت.

## بازرگانی بین‌المللی
بازرگانی بین‌الملل شامل انجام اعمال تجاری و جابجایی کالاها و خدمات میان بازارهای کشورهای مختلف است. کشورهای فعال در بازرگانی خارجی با موقعیت بهتر محصولات خود برای فروش و ورود به بازارهای خارجی، و همچنین در دسترس بودن محصولات برای خرید و تأمین نیازهای خود، سود متقابل دارند.

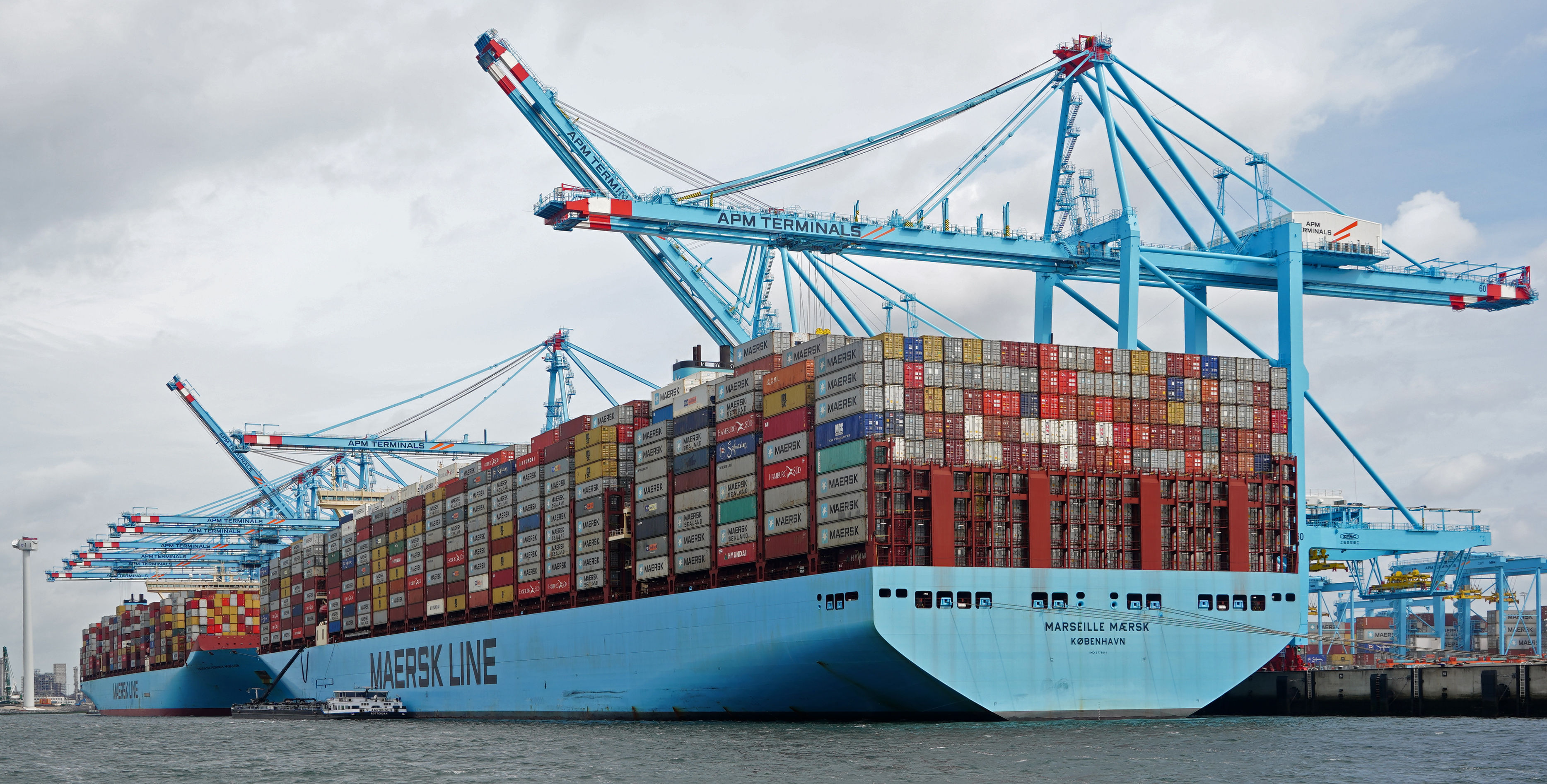
حمل و نقل محصولات و بازاررسانی آنها

بازرگانی خارجی یکی از مهم‌ترین ارکان یک اقتصاد سالم است. تجارت خارجی به کسب‌وکارها کمک می‌کند تا به بازارهای بزرگتری دسترسی یابند و به سبب وجود رقابت دائم با محصولات مشابه خارجی، کیفیت محصول خود را پیوسته بهبود دهند.

### صادرات
صادرات، ارسال و فروش کالاها و خدمات در بازار کشور خارجی است.

### واردات
عبارت است از خرید و تأمین محصولات یا خدمات از کشور دیگر. واردات مهم است زیرا به یک کشور اجازه می‌دهد تا محصولات یا خدمات خاصی را که وجود ندارد یا کمیاب است، به بازار خود عرضه کند.

## بازرگانی الکترونیکی

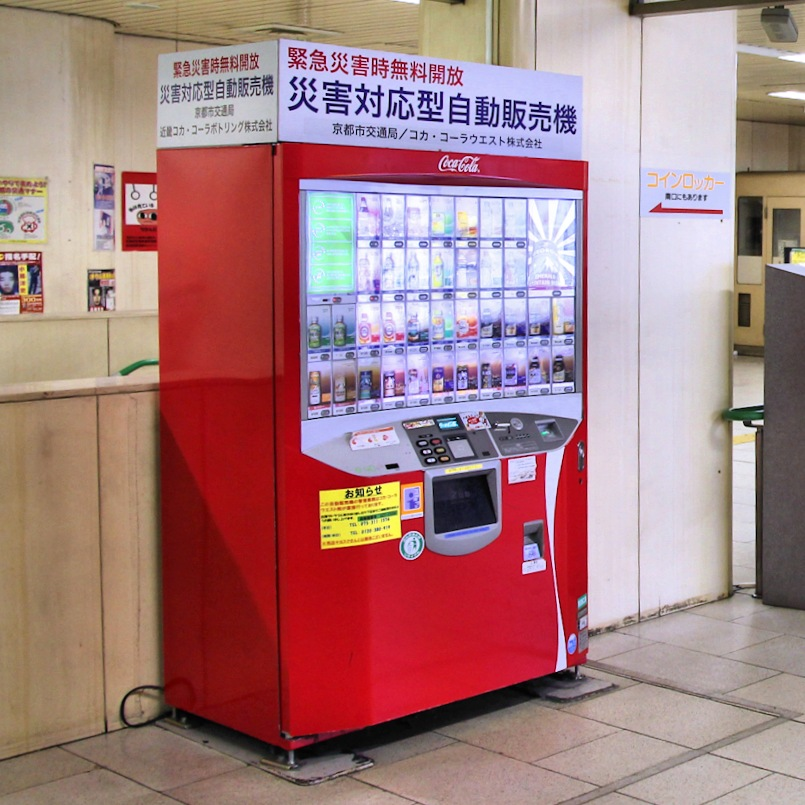
ژاپن بیشترین تعداد دستگاه‌های فروش خودکار را دارد

به معنای بکارگیری فناوری‌های اطلاعات و ارتباطات (ICT) در اعمال تجاری و بازرگانی است و شامل انجام مجموعه فعالیت‌های فروش، خرید و تأمین، حسابداری، مالی، ارتباطاتی، و مدیریتی به کمک سیستم‌های اطلاعاتی و ارتباطی می‌شود. فعالیت‌های تجاری الکترونیکی، به خرید و فروش و پرداخت پول در بستر تجهیزات الکترونیکی یا مبادله کالا، اطلاعات یا خدماتی اطلاق می‌شود که بر پایه انتقال اطلاعات از طریق شبکه‌های ارتباطی مانند اینترنت است.
مرزهای بین فعالیت‌های بازرگانی متعارف و الکترونیکی در حال کمرنگ شدن است. همان‌طور که شرکت‌های بیشتری بخش‌هایی از عملیات خود را به اینترنت منتقل می‌کنند، این مرزها بیشتر و بیشتر زدوده می‌شوند.

## فعالیت‌های جانبی مهم در بازرگانی
فعالیت‌های کمکی در بازرگانی مثل ابزارهائی به از بین بردن موانع مختلفی تجارت کمک کرده و همه اموری را که به جریان کارآمد تجارت کمک می‌کند، پوشش می‌دهند. از این فعالیت‌های جانبی می‌توان به موارد زیر اشاره نمود:

### ارتباطات
کالاها و خدمات ارائه شده توسط سازمان‌های مختلف باید با برقراری ارتباط خریداران خود را پیدا کند. به همین ترتیب، کالاها و خدمات مورد نیاز یا مورد نظر خریداران نیز باید از طریق ارتباطات به سازمان‌ها اعلام شود. ارتباطات نقش مؤثری در سازماندهی افکار عمومی و تسخیر ذهن رقبا و مشتریان دارد. در شرایط رقابتی فعلی بازارها، تجارت‌هایی در معرفی و ارائه محصولات خود موفق‌تر هستند که نقش ارتباطات در آنها پررنگ‌تر است. در واقع نقش عمده و اساسی معرفی محصول و گسترش فروش آن و تسهیل بازرگانی در کل از پیامدهای ارتباطات قدرتمند است. از سوی دیگر، ارتباطات یکی از اجزای اصلی در بازرگانی است. یکی از مهم‌ترین الزامات ارتباطات تجاری ایجاد اعتماد متقابل است. در بازرگانی اگر نتوان اعتماد طرف مقابل را جلب کرد، معامله‌ای نیز انجام نمی‌شود؛ بنابراین سازمان‌های بازرگانی برای جذب مشتری و معرفی کالاها و خدمات به مخاطبان باید به روش‌های مختلف و مؤثر ارتباطی به معرفی توانمندی‌ها و ظرفیت‌های خود بپردازند.

### تبلیغات
تا زمانی که شرکت‌ها کالاها و خدمات خود را در بازار تبلیغ نکنند، ممکن است مشتریان از وجود کالاها آگاه نباشند. از این رو، تبلیغات حذف مانع اطلاعات/آگاهی را تسهیل می‌کند.
تبلیغات بهترین ابزار برای آگاهی مردم از کالاها و خدمات است که ویژگی‌ها و فایده آن را از طریق کانال‌های مختلف از جمله رادیو، تلویزیون، اینترنت، روزنامه، بنر و … به اطلاع مردم می‌رساند.

### حمل‌ونقل محموله‌ها
فعالیت‌های حمل‌ونقل رفع موانع مکانی بازرگانی را تسهیل می‌کنند، زیرا کالاها در یک مکان خاص تولید می‌شوند، در حالی که در مکان‌های مختلف تقاضا می‌شوند. از این رو این کالاها باید از مبدأ به محل مصرف منتقل شوند. 

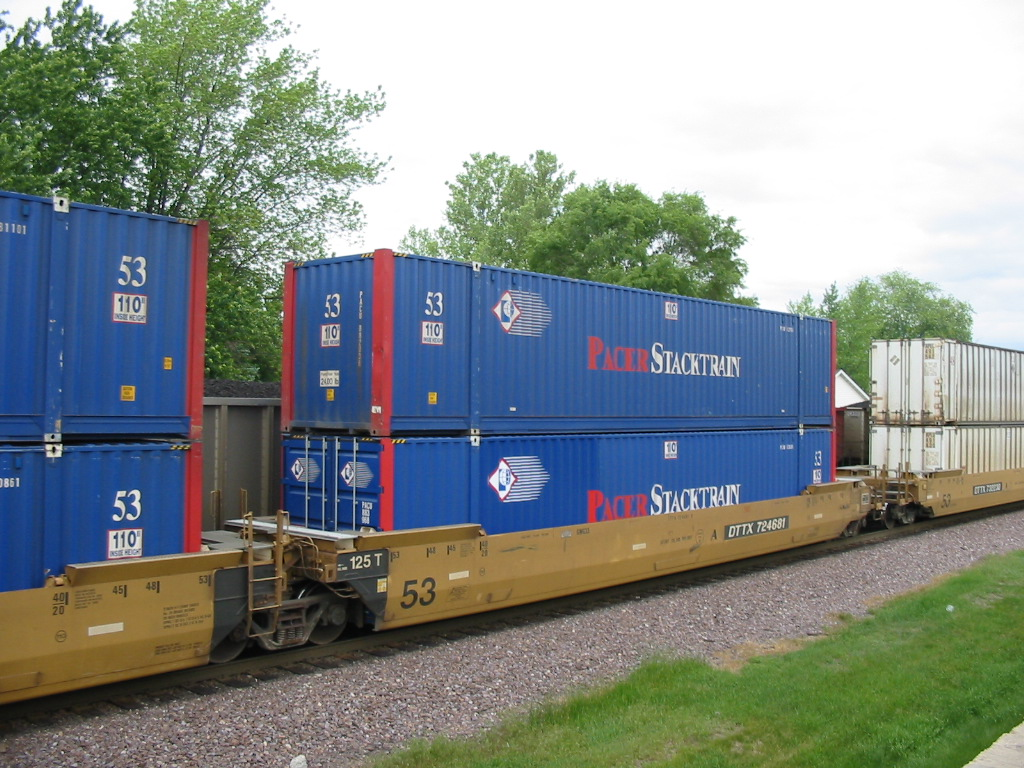

### ذخیره‌سازی
انبارداری شامل ذخیره‌سازی ایمن کالا می‌شود که رفع مانع زمانی بازرگانی را تسهیل می‌کند. تعدادی از کالاها هستند که در فصول خاص تولید می‌شوند، به عنوان مثال، پنبه، آب میوه، شکر و غیره. اما در طول سال و به صورت روزانه برای مصارف مختلف مورد نیاز هستند و همچنین برخی از کالاها هستند که در فصل خاصی مورد نیاز هستند. مانند لباس پشمی، چتر و غیره. از این رو، انبارداری امکان ذخیره‌سازی را برای چنین محصولاتی فراهم می‌کند.

### تحویل

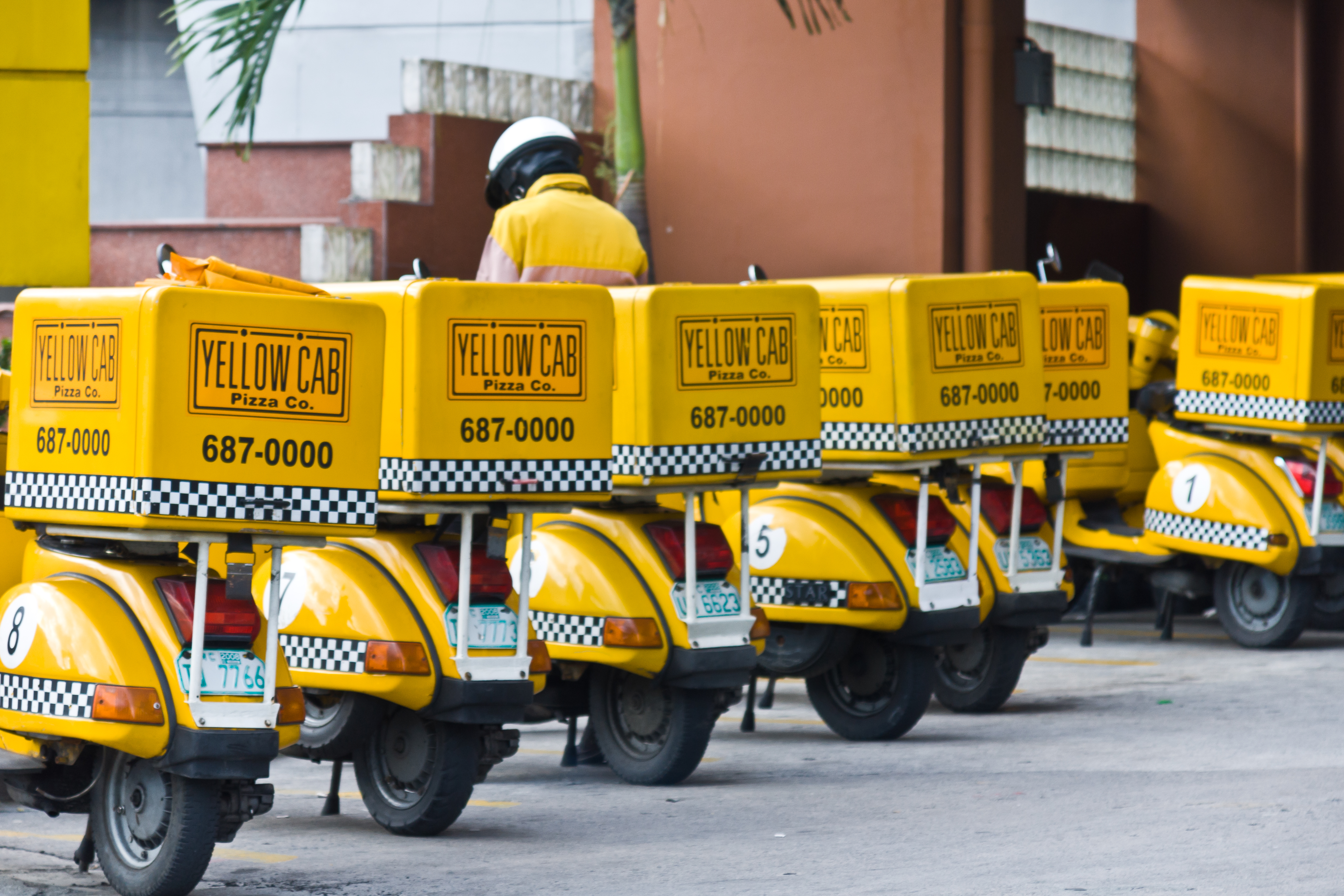
موتورسیکلت‌های مخصوص تحویل پیتزا در منطقه تجاری ماکاتی، مانیل، فیلیپین.

تحویل از اجزای مهم در فعالیت‌های بازرگانی است. اکثر کالاهای مصرفی از یک بنگاه تولیدی (مثل کارخانه یا مزرعه) از طریق یک یا چند نقطه ذخیره‌سازی (انبار) به بنگاه‌های فروشنده (مانند فروشگاه‌های خرده فروشی یا فروشندگان آنلاین) تحویل داده می‌شوند. محصولات فروخته شده از طریق کاتالوگ یا اینترنت ممکن است مستقیماً از سازنده یا انبار به خانه مصرف‌کننده یا به یک غرفه تحویل خودکار تحویل داده شوند. تولیدکنندگان کوچک ممکن است محصولات خود را مستقیماً بدون استفاده از انبار به فروشگاه‌های خرده‌فروشی تحویل دهند. تحویل در درب منزل اغلب نیز در فست‌فودها موجود است. در برخی موارد تحویل کالاهای سوپرمارکتی در درب منزل نیز انجام می‌شود. گاهی کسب‌وکارهای پیک خصوصی خدمات تحویل کالاهای مصرفی را به‌طور منظم برای شرکت‌های تجارت الکترونیکی انجام می‌دهند.

### مسائل مربوط به بیمه
همواره ریسک خطر در حمل و نقل کالاها و محموله‌ها و از یک مکان به مکان دیگر وجود دارد. با بیمه می‌توان خطر سرقت یا آتش‌سوزی را از بین برد و از نگرانی مفقود شدن در حین ترابری رها کرد.

### امور پولی و بانکی
بانکداری در ارائه کمک‌های مالی به شرکت‌ها کمک می‌کند و موانع تأمین مالی را برطرف می‌کند. بدیهی است که کالاها در زمان تولید همزمان به فروش نمی‌روند و بنابراین بین تولید و مصرف کالا فاصله زمانی وجود دارد. در این مدت، بازرگانان برای تأمین مالی تولید به بودجه نیاز دارند؛ بنابراین، بانک‌ها در جذب سرمایه کمک می‌کنند.

## اثرات

### مزایا
بازرگانی باعث رشد، توسعه و شکوفایی اقتصادی می‌شود، وابستگی متقابل منطقه‌ای و بین‌المللی را ارتقا می‌دهد، تبادلات فرهنگی را تقویت می‌کند، موجب کارآفرینی می‌شود، استاندارد زندگی مردم را با دسترسی به کالاها و خدمات متنوع بهبود می‌دهد، و نوآوری و رقابت را برای تولید محصولات بهتر تشویق می‌کند.
کارکرد مطلوب بخش بازرگانی در جامعه نه تنها به مردم اجازه می‌دهد تا کالاها و خدمات را با نرخ شفاف و منصفانه به دست آورند، بلکه تعادل اقتصادی کارآمد و بهبود وضعیت دو بخش تولید و مصرف را نیز تضمین می‌کند. از سوی دیگر، عدم عملکرد مناسب بخش تجاری منجر به گرانی قیمت کالاها و خدمات، اتلاف منابع، کاهش قدرت خرید مصرف‌کنندگان، آشفتگی در کارکرد بازار و شکل‌گیری شبکه‌های توزیع غیررسمی در جامعه می‌شود. به‌طور کلی بازرگانی کارآمد با کاهش هزینه‌ها در زنجیره تولید به مصرف می‌تواند در کاهش هزینه تمام شده تولیدات و در نتیجه ارتقای بهره‌وری، رقابت پذیری و رشد اقتصادی کشور مؤثر باشد.

### معایب
از سوی دیگر، بازرگانی می‌تواند نابرابری اقتصادی را با تمرکز ثروت (و قدرت) در دست تعداد کمی از افراد افزایش دهد و با اولویت قرار دادن سود تجاری بر ملاحظات اخلاقی، اجتماعی و زیست‌محیطی، منجر به تخریب محیط زیست، استثمار نیروی کار و بی‌توجهی به ایمنی مصرف‌کنندگان شود. بدون نظارت صحیح، بازرگانی می‌تواند منجر به مصرف بیش از حد و تولید زباله‌های نامطلوب و بهره‌برداری ناپایدار از طبیعت (و کاهش منابع) شود.
بهره‌برداری از مزایای بازرگانی برای جامعه و در عین حال کاهش معایب آن برای سیاست گذاران، بنگاه‌ها و سایر ذینفعان حیاتی است.